# تاج حيدر
تاج حيدر (3 أغسطس 1988 -)، ممثلة سورية.

## عن حياتها
ولدت في دمشق لعائلة فنية والدتها الفنانة نهاد الشيخة شاركت في فرقة التلفزيون مع الفنان دريد لحام وأسند إليها دور الشابة التي كانت تبكي في أغنية (يامو)وشاركته في عدة مسرحيات، أما والدها فهو الفنان ماهر حيدر الذي أشرف على تدريب فرقة أمية للرقص الشعبي في وزارة الثقافة درست في معهد الباليه وحاصلة على شهادة في الاقتصاد والتجارة من جامعة دمشق.
بدأت التمثيل في طفولتها في مسلسل الأطفال مفتاح الحكايا عام 1996 مع الفنان رفيق سبيعي والطير مع الفنان عبد الرحمن آل رشي عام 1998 انطلاقتها الفعلية كانت بدور «اليمامة» بمسلسل الزير سالم عام 2000 ورغم عدم تجاوزها الثانية عشرة إلا أنها قامت بأداء دورها باقتدار توالت أعمالها وحققت العديد من النجاحات في بعض أعمالها حتى استطاعت تثبيت اسمها على الساحة الفنية في سوريا.

### حياتها الأسرية
في نوفمبر 2015 أعلنت عن زواجها من رجل أعمال لبناني وفي يوليو 2019 رزقت بابنتها الأولى آيلا.

## أعمالها

### المسلسلات
- 1996: مفتاح الحكايا.
- 1998: سفر.
- 2000: الزير سالم.
- 2000: كان ياما كان.
- 2002: أبناء القهر.
- 2003: بقعة ضوء - ج3.
- 2004: بقعة ضوء - ج4.
- 2004: عالمكشوف.
- 2004: عائد إلى حيفا.
- 2005: الغدر.
- 2005: نزار قباني.
- 2005: خلف القضبان.
- 2005: صدى الروح.
- 2005: الإنتظار.
- 2006: أهل الغرام ج1.
- 2006: باب الحارة ج1.
- 2007: باب الحارة ج2.
- 2007: على حافة الهاوية.
- 2007: ممرات ضيقة
- 2007: رسائل الحب والحرب.
- 2007: كوم الحجر.
- 2007: الملاك الثائر: جبران.
- 2008: أهل الغرام ج2
- 2009: قاع المدينة.
- 2009: قلوب صغيرة.
- 2010: أبو جانتي ملك التاكسي ج1.
- 2010: أنا القدس.
- 2010: الخبز الحرام.
- 2010: الاسباط.
- 2011: الولادة من الخاصرة ج1.
- 2011: الغفران.
- 2011: دليلة والزيبق - ج1.
- 2011: الزعيم.
- 2011: معاوية والحسن والحسين.
- 2012: أبو جانتي ملك التاكسي ج2.
- 2012: دليلة والزيبق - ج2
- 2013: الإنفجار.

### في السينما
- 2005:موكب الإباء (بدور سكينة بنت الحسين بن علي).
- 2009: السيدة المجهولة (بدور ريم).

## جوائز
حازت على جائزة أفضل ممثلة دور مساعد عن دورها في مسلسل أهل الراية وقد حصلت على الجائزة في مهرجان أدونيا لعام 2009، وقدم لها الجائزة الممثل نضال سيجري وكانت المنافسة بينها وبين لورا أبو أسعد، كندة حنا، ورد الخال، أمال سعد الدين.

## روابط خارجية
- تاج حيدر على موقع قاعدة بيانات الأفلام العربية